# Abbaye de Montarlot

L'abbaye de Montarlot est dès le XIIe siècle un modeste monastère de religieuses cisterciennes situé en Franche-Comté à Montarlot. Un prieuré masculin lui fait suite au début du XVe siècle.

## Localisation
L’abbaye était située sur le territoire de Montarlot-lès-Rioz.

## Toponymie
Le vocable de Montarlot — une des nombreuses alitérations de Monasterium — est tardif, ce qui a retardé l'accès aux rares documents traitant de l'abbaye désignée jusqu'à la fin du Moyen Âge sous ceux de Mostellat, Mostulat, Mosterlet, Mustraloz, Montelans, voire de l'Abbayotte. Montarlot n'apparaît dans les sources qu'au XVe siècle et désigne alors essentiellement le prieuré masculin.

## Histoire
Si le contexte de sa création reste encore indéterminé, quoique certainement lié à celles d'autres abbayes féminines proches comme Ounans, Corcelles, Colonges et Battant, l'existence de cette fille de l'abbaye de Tart est bien attestée à partir de 1174. 

### Une modeste abbaye féminine (1174-1393)
L'abbaye de Montarlot ne dispose jamais que de revenus très limités ne permettant pas à la communauté d'exéder 10 religieuses, abbesse comprise. Cette modestie des moyens - il semble que chaque religieuse doive pourvoir elle-même à son entretien - induit un certain isolement et dès 1268 l'abbesse est vivement repréhendée pour n'avoir pas pu participer au chapitre général. Le monastère est qualifié dès 1295 d'« abbaye povre de dames de l'ordre de Citeaux » et les difficultés s'accentuent au cours du XIVe siècle. 
En 1385 l'abbesse doit s'adresser au duc de Bourgogne Philippe le Hardi pour récupérer le paiement des rentes de l'abbaye sur les salines de Salins. Ces difficultés de recouvrement obligent le monastère à vivre souvent à crédit et il doit céder en 1389 ses dépendances de Moncey à Bellevaux, son principal créancier, « en diminution de ses dettes ». Les affaires ne s'améliorant pas le pape Clément VII autorise en 1393 le rattachement du foncier à ce monastère masculin voisin alors que l'abbesse, dernière et seule occupante des lieux depuis 8 ans, rejoint l'abbaye de Colonges.

### Un prieuré masculin (1393-1789)
Conformément aux accords de cession Bellevaux redresse la situation financière en mettant les créanciers à demeure et affecte toujours quelques moines sur le site jusqu'à la Révolution pour en assurer l'exploitation et l'entretien. Le prieuré estimé « en ruyne » en 1572 est réhabilité au début du XVIIe siècle. Abandonné temporairement à la suite des conflits avec la France lors des guerres de Religion il est remis en état au XVIIIe siècle comme en témoigne le logis, vendu comme bien national après 1790 et intégré plus tard à un ensemble agricole. 
Selon certaines sources des religieuses de Colonges auraient pu réoccuper transitoirement le site, en particulier lors de l'incendie qui ravage leurs locaux vers 1540.

## Description et architecture
Hormis le logis du XVIIIe siècle aujourd'hui intégré à une exploitation agricole, aucun vestige ne subsiste du monastère primitif. Seuls trois plans de 1717 et 1781 donnent une vue cavalière de l'état des lieux après la dernière réfection.

## Filiation et dépendances
Montarlot est la 8e (ou 9e selon les sources) fille de l’abbaye de Tart. Elle reste sans filiation et ses dépendances étaient très modestes : une propriété foncière d'une certaine importance à Montcey, fruit d'un don de 1255 et deux vignes à Gy.

## Quelques abbesses
Il n'existe pas de liste exhaustive des abbesses de Montarlot. Cependant on a pu identifier :
- Sibille, première abbesse connue en 1174 ;
- Agnès en 1267 ;
- Élisabeth en 1296 ;
- Béatrice d'Oiselay en 1347 ;
- Jeanne de Frétigney, dernière abbesse en 1393.